# Pecan Plantation
Pecan Plantation è un census-designated place degli Stati Uniti d'America situato nella contea di Hood dello Stato del Texas.
La popolazione era di 5.294 persone al censimento del 2010.

## Geografia fisica
Acton è situata a 32°21′43″N 97°39′50″W (32.361996, -97.663991).
Secondo lo United States Census Bureau, ha un'area totale di 7,2 miglia quadrate (19 km²), di cui 7,0 miglia quadrate (18 km²) di terreno e 0,2 miglia quadrate (0,52 km², 2.24%) d'acqua.

## Società

### Evoluzione demografica
Secondo il censimento del 2000, c'erano 3.544 persone, 1.475 nuclei familiari e 1.299 famiglie residenti nella città. La densità di popolazione era di 506,8 persone per miglio quadrato (195,8/km²). C'erano 1.568 unità abitative a una densità media di 224,2 per miglio quadrato (86,6/km²). La composizione etnica della città era formata dal 98,11% di bianchi, lo 0,17% di afroamericani, lo 0,25% di nativi americani, lo 0,42% di asiatici, lo 0,06% di isolani del Pacifico, lo 0,28% di altre razze, e lo 0,71% di due o più etnie. Ispanici o latinos di qualunque razza erano il 2,43% della popolazione.
C'erano 1.475 nuclei familiari di cui il 22,4% aveva figli di età inferiore ai 18 anni, l'84,7% aveva coppie sposate conviventi, il 2,6% aveva un capofamiglia femmina senza marito, e l'11,9% erano non-famiglie. Il 10,4% di tutti i nuclei familiari erano individuali e il 6,2% aveva componenti con un'età di 65 anni o più che vivevano da soli. Il numero di componenti medio di un nucleo familiare era di 2,40 e quello di una famiglia era di 2,55.
La popolazione era composta dal 18,2% di persone sotto i 18 anni, il 2,3% di persone dai 18 ai 24 anni, il 17,7% di persone dai 25 ai 44 anni, il 36,0% di persone dai 45 ai 64 anni, e il 25,8% di persone di 65 anni o più. L'età media era di 53 anni. Per ogni 100 femmine c'erano 95,6 maschi. Per ogni 100 femmine dai 18 anni in giù, c'erano 95,3 maschi.
Il reddito medio di un nucleo familiare era di 75.145 dollari e quello di una famiglia era di 77.752 dollari. I maschi avevano un reddito medio di 68.036 dollari contro i 37.188 dollari delle femmine. Il reddito pro capite era di 38.968 dollari. Circa l'1,1% delle famiglie e il 2,4% della popolazione erano sotto la soglia di povertà, incluso il 7,7% di persone sotto i 18 anni enessuno di 65 anni o più.